# جون غور
جون غور (بالإنجليزية: John Gore)‏ هو مستكشف أمريكي، ولد في 1730 في مقاطعة ميديلسكس في الولايات المتحدة، وتوفي في 10 سبتمبر 1790 في غرينتش في المملكة المتحدة.